# Heinrich von Galen
Heinrich von Galen (Bellingshausen, 1480 – Tarvastu, 30 maggio 1557) è stato un nobile tedesco, Gran Maestro dell'Ordine di Livonia in carica dal 1551 al 1557.

## Ascesa e problematiche politiche
Membro di una nobile famiglia della Vestfalia, von Galen si spostò in Livonia aderendo all'Ordine teutonico. Nel 1551, dopo la morte di Johann von der Recke, venne eletto come Landmeister. Durante il suo governo, tra i cavalieri di Livonia si svilupparono due diverse fazioni politiche. La prima cercava di salvare il paese, entrato ormai in uno stato di crisi anche a causa di epidemie, attraverso una politica di amicizia verso il Granducato di Mosca, la cui pressione era diventata particolarmente minacciosa sotto Ivan il Terribile. La seconda fazione preferiva qualche tipo di accordo con la dinastia degli Jagelloni, al fine di ottenere una protezione del Granducato di Lituania e del Regno di Polonia.

## La tregua tra la Livonia e la Russia
Nel 1551, la pace tra la Livonia e la Russia stipulata per 20 anni si era conclusa. L'Ordine di Livonia e le altre forze politiche speravano di negoziare una nuova tregua per un altro periodo simile, ma Mosca in quel momento storico non si trovava nello stesso difficile periodo che stava vivendo la Confederazione. Il khanato dell'Orda d'Oro era stato respinto e la Russia cominciava ad interessarsi alla regione baltica. Gli sforzi diplomatici compiuti dai cavalieri portarono, sempre nel 1551, alla stipula di una tregua per dodici mesi.
Nel 1554, gli ambasciatori di Livonia giunsero a Mosca per ridiscutere di un nuovo trattato. Lo zar Ivan era consapevole di essere in una posizione forte, sentendosi pertanto legittimato a chiedere un ingente tributo al vescovo di Tartu (Dorpat), come già versato in epoche precedenti a seguito di conflitti svoltisi alla fine del XV secolo. La diocesi di Tartu, geograficamente posta nei pressi dell'odierno confine tra l'Estonia e la Russia vicino al lago dei Ciudi, era ovviamente contraria e chiese agli ambasciatori livoniani di opporsi. Tuttavia, gli sforzi furono vani e si giunse alla stipula di un trattato che prevedeva condizioni assai gravose per la Confederazione. Il 15 giugno 1554 Heinrich von Galen, orientato ad una politica di amicizia verso la Russia, firmò un accordo di pace per una durata di quindici anni. Oltre alla previsione del pagamento del tributo, i mercanti russi ottenevano il diritto di commerciare liberamente in tutta la Lettonia. Inoltre, la Livonia si impegnava a non fornire assistenza militare al Regno di Polonia ed al Granducato di Lituania contro lo stato russo.

## 1556: la guerra civile di Livonia
Secondo gli accordi tra l'Arcidiocesi di Riga e l'Ordine, l'Arcivescovo locale non poteva nominare un coadiutore senza il consenso del Landmeister di Livonia. Ciononostante, nel 1556 l'Arcivescovo di Riga Guglielmo di Brandeburgo, fratello di Alberto I di Prussia, tentò di replicare quanto instaurato nel Ducato di Prussia, ovvero la costituzione del Kirchenordnung (Ordine Ecclesiastico della Chiesa luterana) nel suo Vescovado. Questa situazione fece infuriare Heinrich von Galen, il quale temeva un'alleanza tra l'arcivescovado di Riga, il Ducato di Prussia e il Regno di Polonia, al tempo sostenitrice delle politiche teutoniche. Il Landmeister convocò quindi una Dieta presso Cēsis chiedendo all'Arcivescovo di rispondere delle scelte politiche che intendeva assumere. La riunione non produsse i risultati sperati da von Galen e cominciò quindi a prepararsi di un eventuale conflitto contro Guglielmo di Brandeburgo. Pertanto, procedette a contattare Gotthard Kettler, commendatore di Daugavpils, chiedendogli di assoldare mercenari. Intanto, Guglielmo di Brandeburgo chiese assistenza militare a suo fratello, il duca di Prussia.
Nell'estate del 1556 scoppiò la guerra civile. Le forze dell'Ordine di Livonia, guidate da Johann Wilhelm von Fürstenberg, coadiutore di Heinrich von Galen (e futuro Gran maestro), conquistarono tutto il Vescovado di Riga, imprigionando sia l'Arcivescovo locale che i suoi fedelissimi. A risolvere la delicata situazione di prigionia, intervenne Sigismondo II Augusto, Re di Polonia e Granduca di Lituania e protettore tradizionale dell'odierna capitale lettone. Fu così che si giunse al rilascio degli uomini di chiesa.

## Il trattato di Pozvol
Quando nel luglio del 1557 Sigismondo II Augusto dichiarò guerra alla Livonia per intimare i cavalieri ad adempiere alle sue richieste, Heinrich von Galen accettò di desistere e, tra il 5 ed il 14 settembre 1557 in un accampamento dell'esercito di Sigismondo II vicino a Pozvol (Aukštaitija) vennero firmati tre trattati.
I primi due furono il risultato di una mediazione degli inviati del Sacro Romano Impero, elaborati ad inizio settembre del 1557. Guglielmo di Brandeburgo venne ripristinato nella sua precedente posizione di guida religiosa presso Riga. Si cercarono di ricucire per quanto possibile gli strappi creatisi durante gli scontri con la Lituania, portando alla stipula di un trattato di mutua assistenza.
Il clero lettone dovette promettere che Riga non avrebbe stipulato in futuro atti e/o documenti che legassero politicamente la città e i dintorni (non importava se in maniera subordinata o autonoma almeno da un punto di vista formale) con la Polonia.
Heinrich von Galen morì il 30 maggio 1557.